# Alanen Sevujärvi
Alanen Sevujärvi är en sjö i Kiruna kommun i Lappland och ingår i Torneälvens huvudavrinningsområde. Sjön har en area på 6,37 kvadratkilometer och ligger 338,1 meter över havet. Sjön avvattnas av vattendraget Sevujoki. Alanen Sevujärvi (Nedre Sevujärvi) är genom ett sund förbunden med sjön Ylinen Sevujärvi (Övre Sevujärvi). Vid sundet ligger den numera öde bosättningen Sevujärvi. Ylinen Sevujärvis västra del ingår i Torneträsk-Soppero fjällurskogs naturreservat.

## Delavrinningsområde
Alanen Sevujärvi ingår i det delavrinningsområde (755421-170193) som SMHI kallar för Utloppet av Alanen Sevujärvi. Medelhöjden är 444 meter över havet och ytan är 61,83 kvadratkilometer. Räknas de 7 avrinningsområdena uppströms in blir den ackumulerade arean 116,16 kvadratkilometer. Sevujoki som avvattnar avrinningsområdet har biflödesordning 3, vilket innebär att vattnet flödar genom totalt 3 vattendrag innan det når havet efter 380 kilometer. Avrinningsområdet består mestadels av skog (74 procent) och kalfjäll (10 procent). Avrinningsområdet har 6,51 kvadratkilometer vattenytor vilket ger det en sjöprocent på 10,5 procent.

## Historia
Alanen och Ylinen Sevujärvi omnämns i gamla skattelängder som Sew (1568), Seffuo (1594) eller Sefwe träsk (1595). Sjön brukades av samer inom den historiska lappbyn Siggevara eller Lulebyn (Nederbyn), som omfattade den östra delen av Jukkasjärvi socken.